# Richard Bell (homme politique)
Pour les articles homonymes, voir Bell et Richard Bell (homonymie).
Richard Bell, né à Penderyn au pays de Galles en novembre 1859 et mort le 1er mai 1930,, est un syndicaliste et homme politique britannique. Il est, avec Keir Hardie, l'un des deux premiers députés travaillistes à la Chambre des communes.

## Biographie
Fils de carrier, il ne reçoit qu'une éducation brève et rudimentaire, mais parle à la fois le gallois et l'anglais. Employé d'abord comme garçon de bureau à l'aciérie de Cyfarthfa, il devient employé des chemins de fer en 1876, posté à la gare de Pontypool Road (en). Il devient membre du syndicat Amalgamated Society of Railway Servants (en). En 1886 il est transféré à Swansea, où il établit une branche du syndicat. Il en devient le secrétaire général en 1897. 
Aux élections législatives de 1900, il est élu député de Derby sous l'étiquette du Comité de représentation du travail, pour lequel il a participé à la rédaction de la constitution. Lors de sa première prise de parole à la Chambre des communes, il demande au président de la Commission du Commerce, c'est-à-dire le ministre du Commerce, Gerald Balfour, d'intercéder en faveur d'un employé licencié par la compagnie de chemins de fer Great Eastern Railway en raison de son engagement politique, ainsi qu'en faveur de cheminots licenciés par la compagnie Caledonian Railway. Ses autres interventions à la Chambre au cours des années qui suivent soulèvent elles aussi des cas de défense des droits d'ouvriers dans une diversité de secteurs, et en 1901 il appuie la motion déposée (sans succès) à la Chambre par Keir Hardie pour transformer le Royaume-Uni en un « Commonwealth socialiste fondé sur la propriété collective des terres et du capital, sur la production visant aux besoins et non aux profits, et sur l'égalité des chances pour tous les citoyens ».  Il devient trésorier du Comité de représentation du travail en 1901, puis son président de 1902 à 1903. En 1904 il est élu président du Congrès des syndicats (Trades Union Congress),. 
Opposé à l'évolution du Comité de représentation du travail en un parti politique formalisé, il se rapproche du Parti libéral, et c'est sous l'étiquette libéral-travailliste (en) qu'il est réélu député de Derby aux élections de 1906, siégeant avec les libéraux. Il ne se représente pas en 1910, et quitte également ses fonctions syndicales pour accepter un poste administratif à la Commission du Commerce, où il participe à la création des agences d'emploi prévues par la loi d'assurance nationale introduite par le gouvernement libéral de Herbert Asquith et de David Lloyd George,.